# Biodrivmedel

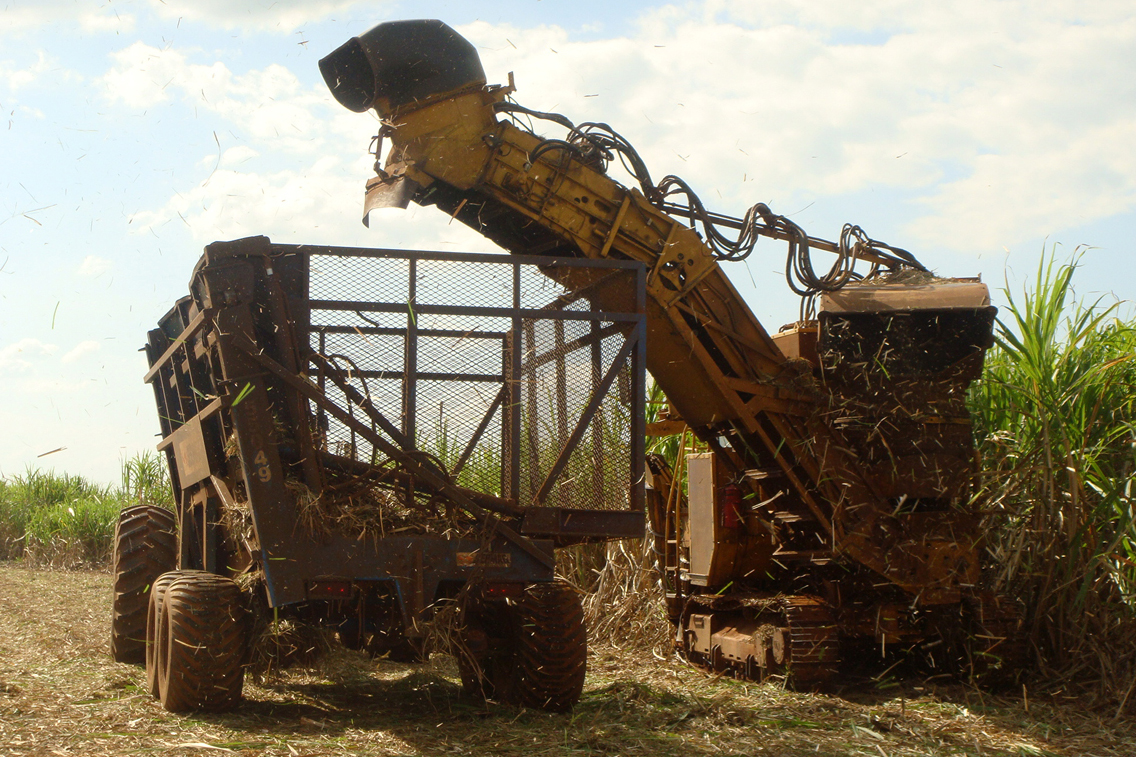
Mekaniserad skörd av sockerrör i Piracicaba, São Paulo, Brasilien.

Biodrivmedel är flytande drivmedel som framställts av förnybar råvara, till skillnad från fossila bränslen som är en ändlig, icke-förnybar råvara.

## Användning av biodrivmedel
Biodrivmedel ersätter fossila bränslen inom transportsektorn - antingen som rena biodrivmedel eller som så kallad "låginblandning". Idag är till exempel dieseln i många europeiska länder uppblandad med 5 procent biodiesel, (2 till 7 volymprocent, beroende på årstid, olika EU-länders lagstiftning, med mera. I Frankrike provas även 20 och 30 % inblandning av RME / FAME, som ofta kallas för "biodiesel") och för bensin finns olika blandningar med främst etanol. Vanligen blandas 5 % etanol in. I bland annat Frankrike prövas även 10 % etanol i bensin. Många delstater i USA har använt E10 i många år och i Brasilien innehåller all bensin minst 22 % etanol. 
I Sverige är normal 95 oktan bensin E10 från 1/8-2021, det vill säga minst 6 procent iblandning enligt reduktionsplikten. Dessutom finns en växande andel biogas på den svenska marknaden.

## Konventionella biodrivmedel
De största volymerna av biodrivmedel produceras idag från livsmedel (socker) och fodergrödor. Dessa kallas för konventionella biodrivmedel (tidigare kallades dessa 1:a generationen) och finns i olika former:
- Biodiesel framställs av olja från exempelvis djurfett, raps, soja eller palmolja. Exempel är: Metylestrar av fetter (Fatty Acid Methyl Ester (FAME). Vanligast i Europa är Rapsmetyeester (RME).
- Etanol produceras genom jäsning av grödor som har ett högt innehåll av socker eller stärkelse, till exempel sockerrör, sockerbeta, majs, vete och korn.[1]
- Biogas framställs genom rötning av slam från reningsverk, avfall från livsmedelsindustri, sorterat hushållsavfall eller deponigas.[2]

Under 2021 bestod 68 procent av biodrivmedlen i Sverige av hydrerade vegetabiliska oljor, som mestadels bestod av slakteriavfall från gris och nötkreatur från andra europeiska länder, vilket har ifrågasatt klimatnytta. EU:s förnybarhetsdirektiv begränsar användningen av grödebaserade biodrivmedel till 7 procent eller 2019 års nivå och premierar avancerade biodrivmedel från avfall och restprodukter från skog.

## Avancerade biodrivmedel
Avancerade biodrivmedel kräver mer avancerad industriell teknik och utgår i större utsträckning från avfall eller mer svårnedbrutna råvaror, till exempel skogsråvara. Förhoppningar sätts till att kunna använda råvaror som finns i stora volymer och som har få andra användningsområden, som den cellulosarika stjälken av sockerrör, majsstjälkar och -kolvar, skogsavfall som grenar och toppar (grot) samt halm och energiskog. Förhoppningen är att det ska gå att producera större volymer biodrivmedel per hektar mark och år. Mer mark kan användas för odling av energigröda/råvara, om fler grödor och bioråvaror kan användas. Mark som är för mager och fuktig för till exempel odling av spannmål kan användas för odling av sälg, vide och pil, eller av olika sorts gräs. Sedan gäller det att ha praktiskt fungerande processer för att omvandla dessa energiråvaror till flytande drivmedel. Det finns även förhoppningar om att mindre mängd energi och arbete ska användas för såväl odling av energigrödan som i själva framställningen av biodrivmedlen ur energigrödan i framtiden.
De vanligaste teknologierna är:
- förgasning till syntesgas. Ur syntesgasen kan sedan metangas, metanol, etanol, DME eller paraffinoljor (BTL) syntetiseras med hjälp av kemiska processer, som använder sig av katalysatorer och kemiska reaktorer.
- hydrogenering av bioolja. Det ger också upphov till paraffinoljor. Dessa paraffinoljor kallas även för HVO - Hydrogenated vegetable oils. BTL och HVO blir nästan kemiskt identiska med varandra, och de definieras mer i detalj i till exempel EU-standarden CEN TS 15940.
- nedbrytning av cellulosa till socker som sedan jäses till etanol
- en särskild typ utgörs av alger, där man hoppas kunna odla dessa i exempelvis avloppsvatten och sedan extrahera olja eller i vissa fall butanol eller jäsa/röta/förgasa dem

Andra intressanta teknologier är:
- Bakteriell omvandling av socker och sockeravfall till fett och till protein. Fettet kan utvinnas ur bakterierna och processas vidare till till exempel FAME eller till HVO.

- Direkt förvätskning av skogsavfall eller nedbrytning av lignin med hjälp av vätgas och katalysatorer till bensinkomponenter. Direkt förvätskning av lätt nedbrytbar cellulosa från till exempel jordbruksavfall, andra växter och alger till med hjälp av hydrolys, fermentering med mikroorganismer och slutligen kemiska processer till feta alkoholer och deras kemiska derivat. De kan användas som inblandningskomponenter i dieseloljor.

## Miljöpåverkan av biodrivmedel
Syftet med användningen av biodrivmedel är att generera mindre koldioxidutsläpp från trafiken och därigenom påverka klimatet mindre. Idén bakom användningen är att plantorna som använts för framställningen av biodrivmedlen har tagit upp lika mycket koldioxid när de växte upp, som sedan frigörs när fordonet används.
Utsläppen från biodrivmedel varierar beroende på hur råvaran producerats, var den producerats och hur den omvandlats till biodrivmedel. Själva produktionen och transporten av drivmedlet genererar också en del utsläpp: markberedning, sådd, besprutning, skörd, användning av fossildrivna maskiner och transporter. När man lägger ihop alla dessa utsläpp får man det som kallas Well-to-Wheel-värdet (WTW), som ska jämföras med motsvarande värde för bensin och diesel. Den mest utförliga sammanställningen av WTW-värden för olika produktionsmetoder har gjorts av EU:s forskningscenter JRC tillsammans med bilbranschens och drivmedelsbranschen. Amerikansk majsetanol har ofta kritiserats för att ge riktigt dåliga WTW-värden, men senare studier visar att den minskar utsläppen av växthusgaser med cirka 35 % jämfört med olja eller fossil diesel. Som en jämförelse räknar Agroetanol i Norrköping med att deras etanol reducerar utsläppen med 95 %. Alla biodrivmedel som används i Sverige minskar växthusgasutsläppen med minst 60 % 
Det har funnits farhågor för att användningen av biodrivmedel skulle leda till förlust av biologisk mångfald eller att man odlar upp våtmarker eller andra kolrika marker så att växthusgasminskningen blir mycket liten, eller tom. negativ. Särskilt palmolja har kritiserats för detta. Därför har EU beslutat om stränga hållbarhetskriterier för alla biodrivmedel  Något motsvarande finns inte för fossila drivmedel.
Det finns även farhågor för att framställning av biodrivmedel skulle konkurrera med livsmedelsproduktion och leda till högre matpriser. Frågan är komplicerad och mångbottnad och tätt sammanvävd med jordbruksutvecklingen. Den faktiska utvecklingen visar dock att satsningen på biodrivmedel tvärtom har lett till att det finns mer mat på världsmarknaden än tidigare. Etanolsatsningen har inneburit ett stort uppsving för Brasiliens jordbruk och Brasilien exporterar idag dubbelt så mycket mat som de gjorde innan etanolsatsningen påbörjades, samtidigt som hungern och fattigdomen i Brasilien har halverats och avverkningen av Amazonas minskat med två tredjedelar.
Matpriserna är också endast 30 % av vad de var förra sekelskiftet och högre matpriser är en förutsättning för att den majoritet av fattiga i världen som försörjer sig på jordbruk ska kunna få det bättre. Lägre matpriser skulle leda till ökat antal fattiga. Statistiken visar också att det finns ett stort överflöd av icke brukad åkermark. I EU-23 finns minst 11,2 miljoner ha åker i träda.  En genomgång av frågan finns i Miljöbilar i Stockholms frågor och svar om etanol.

## Slutsatser
Även om meningarna är delade om exakt hur mycket biodrivmedel som kan produceras på ett hållbart sätt, så är alla överens om att energianvändningen i transportsektorn måste minska. Därför menar många att trafiken också måste minska och bilarna bli bränslesnålare för att vi ska kunna komma till rätta med den globala klimatförändringen. Se exempelvis

## Råoljetillgångar och priser
Enligt oljeanalytiker på några av USA:s största banker, och enligt OECD-organet International Energy Agency (IEA) i Paris, enligt deras chefsekonom Faith Birol, rör sig världen raskt mot en råoljebrist, med åtföljande höga priser på råoljebaserade drivmedel. Detta kan skada hela världsekonomin. En lösning är att producera mer biodrivmedel ur inhemsk råvara. Många fattiga länder har bioråvara som kan omvandlas till biodrivmedel, men de har inte råd med en allt dyrare råoljeimport.